# Anna Kalinskaja
Anna Nikolajevna Kalinskaja (russisk: Анна Николаевна Калинская, født 2. december 1998 i Moskva, Rusland) er en professionel tennisspiller fra Rusland.